# Ciklohexanon
A ciklohexanon szerves vegyület, kémiai képlete (CH2)5CO. Molekulája egy hat szénatomból álló gyűrűt tartalmaz, melyhez egy keton funkciós csoport kapcsolódik. Színtelen, olajszerű folyadék, szaga az acetonéra emlékeztet. Állás közben megsárgul. Vízben kis mértékben oldódik, a szokásos szerves oldószerekkel elegyedik. Évente több millió tonnát állítanak elő belőle, ennek döntő részét a nejlon gyártásához használják fel.

## Előállítása
Ciklohexán levegővel történő oxidálásával állítják elő, jellemzően kobalt katalizátorok jelenlétében:
C6H12  +  O2   →   (CH2)5CO  +   H2O
A folyamat során ciklohexanol is keletkezik, az így nyert, „KA olajnak” (keton-alkohol olaj) nevezett keverék az adipinsav gyártásának fő kiindulási anyaga. Az oxidáció gyökös folyamat, intermedierként a C6H11O2H  hidroperoxid is megjelenik. Egyes esetekben a ciklohexén hidratálásával nyert, tisztított ciklohexanolt használnak fel előállításához. Ugyancsak előállítható fenol részleges hidrogénezésével:
C6H5OH  +  2 H2   →   (CH2)5CO
Ez a folyamat úgy is lejátszatható, hogy a ciklohexanol képződésének kedvezzen.

### Laboratoróriumi módszerek
Előállítható ciklohexanolból króm-trioxidos oxidációval (Jones-oxidáció). Egy másik eljárás a biztonságosabb és könnyebben hozzáférhető nátrium-hipoklorittal végzett oxidáció.

## Fordítás
Ez a szócikk részben vagy egészben  a   Cyclohexanone című angol Wikipédia-szócikk ezen változatának fordításán alapul.  Az eredeti cikk szerkesztőit annak laptörténete sorolja fel. Ez a jelzés csupán a megfogalmazás eredetét és a szerzői jogokat jelzi, nem szolgál a cikkben szereplő információk forrásmegjelöléseként.